# 松井雅美
松井 雅美（まつい まさみ）は1980年代のカフェバーブーム、ウォーターフロントブームの仕掛け人であり、空間プロデューサーと呼ばれた人物。『11PM』準レギュラー。

## 来歴
文化学院出身。母方の祖父はヘアサロンに特化したインテリアデザイナー、父方の祖父はフランス料理のシェフ。
自著『空間の神はディテールに宿る』（東京出版、1987年)によると、空間の仕事をする前は、レーシングドライバーをしていた。
カフェバーブームの走りとなったレッドシューズをプロデュースし、倉庫を改造したレストラン・タンゴ（1986年）の成功で、バブル景気時に一躍空間プロデューサーとして名を知られるようになった。空間デザインはもとより、テーブルまわり、スタッフのスタイリング、オペレーションシステム（というよりはスタイル）、その他どのようにゲストを迎え入れ、もてなすかというすべてにわたっての完璧主義者であると評されていた。

## 作品
- レッドシューズ（1981、西麻布）　カフェバー
- AMAZON CLUB（1983、大阪市中央区）　ディスコ
- タンゴ（1986、芝浦）　レストラン
- インクスティック（1986、芝浦）　ライブハウス
- ベイはこだて（1988、函館）　赤煉瓦倉庫を改造（その後改修転用）
- 河村屋（1992、大宮）
- KITA CLUB（札幌）
- いづ味（2002、六本木）
- ESTADO（2004、六本木）
- タント・マリー（2004、丸の内）
- Jack＆Betty（2011、茂原・市川）
- ゆたか銀座（2011、銀座）
- ジョイス・ヴィンテージ（2015、青山）。

## 著書
- 空間の神はディテールに宿る（1987 東京出版） ISBN 978-4924644304
- ニューヨーク: ナイトシーン・ストーリー（ニューヨーク エモーション 1989 インター・ブレインズ 発売:青木書店）  ISBN 978-4250890062

## テレビ出演
- chouchou(テレビ朝日、2017年12月3日) - スタジオゲスト